# Чемпионат Мексики по волейболу среди мужчин
Чемпионат Мексики по волейболу среди мужчин — ежегодное соревнование мужских волейбольных команд Мексики. Проводится с 1950-х годов.
С сезона 2013/2014 организатором является Мексиканская мужская волейбольная лига (Liga Mexicana de Voleibol Varonil — LМVV) — структурное подразделение Мексиканской федерации волейбола.

## Формула соревнований
Чемпионат в LМVV (2019/20) проводился в два этапа — предварительный и финал четырёх. На предварительной стадии команды играли в два круга. По её итогам 4 лучшие команды в формате финала четырёх (два полуфинала и два финала — за 3-е и 1-е места) определили призёров чемпионата.
За победы со счётом 3:0 и 3:1 команды получают по 3 очка, за победы 3:2 — 2, за поражения 2:3 — 1 очко, за поражения 1:3 и 0:3 очки не начисляются.
В чемпионате 2019/20 в LМVV участвовало 7 команд: «Тигрес де ла УАНЛ» (Сан-Николас-де-лос-Гарса), «Виртус Гуанахуато» (Леон-де-лос-Альдама), «Тапатиос де Халиско» (Гвадалахара), «Вакерос де ла УРН» (Куатемок), «Хагуарес де Нуэво-Ларедо» (Нуэво-Ларедо), «Бравос де Мичоакан» (Морелья), «Индиос де ла УАКХ» (Сьюдад-Хуарес). 
Чемпионский титул выиграл «Виртус Гуанахуато», победивший в финале команду «Тигрес де ла УАНЛ» 3:1. 3-е место занял «Тапатиос де Халиско».

## Призёры LМVV
| Сезон   | 1-е место                                    | 2-е место                                    | 3-е место                                    |
| ------- | -------------------------------------------- | -------------------------------------------- | -------------------------------------------- |
| 2013/14 | «Седрус Идальго» Пачука-де-Сото              | «Тигрес де ла УАНЛ» Сан-Николас-де-лос-Гарса | «Дистрито Федераль» Мехико                   |
| 2014/15 | «Тигрес де ла УАНЛ» Сан-Николас-де-лос-Гарса | «Дорадос де Чиуауа УРН» Чиуауа               | «Виртус Гуанахуато» Леон-де-лос-Альдама      |
| 2015/16 | «Тигрес де ла УАНЛ» Сан-Николас-де-лос-Гарса | «Виртус Гуанахуато» Леон-де-лос-Альдама      | «Дорадос де Чиуауа УРН» Чиуауа               |
| 2016/17 | «Тигрес де ла УАНЛ» Сан-Николас-де-лос-Гарса | «Виртус Гуанахуато» Леон-де-лос-Альдама      | «Феррокаррилерос ИМСС» Мехико                |
| 2017/18 | «Тапатиос де Халиско» Гвадалахара            | «Хагуарес де Нуэво-Ларедо» Нуэво-Ларедо      | «Тигрес де ла УАНЛ» Сан-Николас-де-лос-Гарса |
| 2018/19 | «Тигрес де ла УАНЛ» Сан-Николас-де-лос-Гарса | «Хагуарес де Нуэво-Ларедо» Нуэво-Ларедо      | «Агилас де ла УАС» Кульякан                  |
| 2019/20 | «Виртус Гуанахуато» Леон-де-лос-Альдама      | «Тигрес де ла УАНЛ» Сан-Николас-де-лос-Гарса | «Тапатиос де Халиско» Гвадалахара            |